# Micromelodía
La micromelodía, englobada en la microprosodia, es una variación de la entonación que consiste en una breve oscilación involuntaria de la curva tonal, producida por causas aerodinámicas.

## Concepto
Normalmente, el movimiento de la curva tonal se controla gracias a la basculación del cricoides y del tiroides, o mediante un aumento de la presión subglotal. Al contrario que sucede con la entonación, el fenómeno de la micromelodía no es controlado por la persona durante la emisión de los sonidos y por eso no forma parte de la prosodia, sino que más bien depende de la identidad de ese sonido, y puede ayudar a reconocerlos.

## Causas
En una consonante percusiva, aumenta la presión en la boca debido al cierre de la salida del aire, pero no tanto como para ensordecerse, por lo que puede ocurrir que los pliegues vocales vibren más despacio. Esta es la causa aerodinámica que provoca el descenso de f0 durante ese instante. Si la constricción dura más tiempo, puede bajar más la f0.
También se produce una variación de la frecuencia fundamental después de las oclusivas sordas, donde se suele observar una subida del tono. En cambio, después de las oclusivas sonoras la frecuencia fundamental desciende ligeramente.